# Ancylostoma canium
Ancylostoma canium är en rundmaskart som först beskrevs av Ercolani 1859, och fick sitt nu gällande namn av Hall 1913. Ancylostoma canium ingår i släktet Ancylostoma och familjen Ancylostomatidae. Inga underarter finns listade i Catalogue of Life.